# Тільце Барра

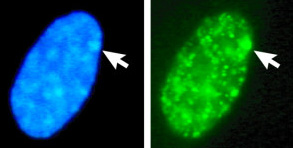
Ядро фібробласта жінки, забарвлене флуоресцентним барвником. Стрілкою показано тільце Барра

Тільце Барра  — скупчення гетерохроматину, відповідаючій одній Х-хромосомі у осіб жіночої статі, яка в інтерфазі щільно скручена і неактивна. В більшості клітин воно лежить в каріолемі, а в гранулоцитах крові має вигляд маленької додаткової дольки ядра («барабанної паличка»). Виявлення тільця Барра (зазвичай в епітелії клітин слизової оболонки порожнини рота) використовується як діагностичний тест для визначення генетичної статі (обов'язковий для жінок, які беруть участь в Олімпійських іграх).

Звичайна жінка має тільки одне тільце Барра в соматичній клітині, в той час, як звичайний чоловік не має.
У людей і тварин з анеуплоїдією, що мають у геномі 3 і більше X-хромосоми (напр., Синдром Клайнфельтера), число тілець Барра в ядрі соматичної клітини на одиницю менше числа X-хромосом.
Сьогодні по наявності статевого хроматину медики визначають генетичну стать майбутньої дитини, діагностують різноманітні клінічні форми гермафродитизму. Аналізи на виявлення цього компонента широко використовуються в судово-медичній практиці.

## Історія
У 1949 р. Барр і Бертрам при вивченні нервових клітин кішки виявили в ядрах невеличке інтенсивно забарвлене тільце, якому дали назву «сателіт ядра». Пізніше було доведено, що воно міститься тільки в ядрах клітин самок і його можна розглядати як ознаку, що відрізняє клітини самок від клітин самців. Це тільце отримало назву статевий хроматин, або тільце Барра.